# ナショナルオーストラリア銀行
ナショナル・オーストラリア銀行（ナショナルオーストラリアぎんこう、National Australia Bank, NAB）は、オーストラリアの市中銀行である。
オーストラリア・コモンウェルス銀行を凌ぎ、国内最大の資産を持つ金融機関として、オーストラリア、ニュージーランド、イギリス・ヨーロッパで営業している。

## 歴史
- 1858年 - 創業者のアレクサンダー・ギブ（Alexander Gibb ）、アンドリュー・クラックシャンク（Andrew Cruickshank） に資本協力を求め、メルボルンに National Bank of Australasia (NBA) を設立
- 同年 - 南オーストラリアに支店設立
- 1859年 - モーリシャスに支店設置も、年内に閉業
- 1864年 - ロンドン、タスマニア支店設置
- 1868年 - 西オーストラリア支店設置
- 1885年 - ニューサウスウェールズ支店設置
- 1918年 - Colonial Bank of Australasia （CBA，1856年設立）を獲得、CBA のビクトリア州、ニューサウスウェールズ支店を運営
- 1920年 - クイーンズランド最初の支店を設置
- 1922年 - クイーンズランド銀行（1917年設立）を獲得
- 1946年 - 東京に事務所を設置、1985年に支店になる
- 1948年 -  クイーンズランドナショナル銀行（Queensland National Bank， 1872年設立）を獲得
- 1955年 - バララット銀行（Ballarat Banking Company，1865年設立、ビクトリア州）を獲得
- 1971年 - シンガポールに支店を設置
- 1973年 - ジャカルタに支店を開業
- 1974年 - 香港事務所設置、1985年に支店になる
- 1977年 - ロサンゼルスに支店開業、1993年に閉業
- 1978年 - 三菱信託銀行と合同ベンチャー（香港）、（1894年:明らかな誤り）撤退
- 1981年 -  シドニー商業銀行（Commercial Banking Company of Sydney） と合併、現行名に変更。
- 1982年 - シカゴ支店、北京支店設置
- 1983年 - ダラス、ソウル支店設置
- 1984年 - サンフランシスコ、クアラ・ルンプール、アテネ支店設置
- 1985年 - フランクフルト支店設置、1992年閉業
- 1986年 - アトランタ、バンコク、台北支店設置
- 1988年 - 上海支店設置、1990年閉業
- 1989年 - ヒューストン、ニューデリー支店設置
- 1990年 - ヨークシャー銀行（イングランド、ウェールズ）を買収
- 1991年 - アメリカ合衆国内の支店を合理化
- 1992年 - ニュージーランド銀行を買収
- 1995年 - ミシガン・ナショナル銀行 (MNB) を買収
- 1996年 - ウェブサイトを開設
- 1997年 - アメリカのローン会社・ホームサイドレンディング（HomeSide Lending 、フロリダ州）を買収
- 2000年 - ABNアムロ銀行にミシガン・ナショナル銀行を売却
- 2005年 - ノーザン銀行、ナショナル・アイリッシュ銀行をダンスケ銀行（Danske Bank, デンマーク）に売却
- 2006年 - Money Magazine で "Bank of the Year" の評価を得る

## スポンサー（後援）
- オージーフットボール：Auskick, NAB Cup, NAB AFL Rising Star 賞, AFL National Draft
- その他：サッカールーズ、英連邦競技大会（2006年）